# Uozu

Uozu (魚津市 Uozu-shi?) este un municipiu din Japonia, prefectura Toyama.